# Danielle Ferland
Danielle Ferland (Derby, 31 gennaio 1971) è un'attrice e cantante statunitense, attiva in campo teatrale, cinematografico e televisivo.

## Biografia
Danielle debutta a Broadway a tredici anni nel musical Sunday in the Park with George, a cui segue Paradise! nel 1985. Nel 1988 interpreta Cappuccetto Rosso nella produzione originale di Into the Woods, per cui vince il Theatre World Award e viene nominata al Drama Desk alla miglior attrice non protagonista in un musical. Nel 1991 interpreta il suo terzo musical di Stephen Sondheim, A Little Night Music, con un cast di eccezione che comprendeva Sally Ann Howes, Regina Resnik, George Lee Andrews, Maureen Moore e Michael Maguire; il musical, in scena al Lincoln Center, è trasmesso in televisione. Ha recitato in numerose opere teatrali, tra cui Tartuffo, Il crogiuolo ed Erano tutti miei figli.
Danielle ha recitato in due film di Woody Allen: Radio Days (1987) e La dea dell'amore (1995).

## Teatro
- Sunday in the Park with George (Playwrights Horizons, 1983 / Booth Theatre, 1984)
- Into the Woods (Al Hirschfeld Theatre, 1987)
- Il crogiuolo (Belasco Theatre, 1991-1992)
- Sunday in the Park with George (Saint James Theatre, 1994)
- Into the Woods (Broadway Theatre, 1997)
- Erano tutti miei figli (Cort Theatre, 2008-2009)
- Into the Woods (Center Stage, 2012)

## Filmografia

### Cinema
- Radio Days, regia di Woody Allen (1987)
- La dea dell'amore (Mighty Aphrodite), regia di Woody Allen (1995)
- La ruota delle meraviglie - Wonder Wheel (Wonder Wheel), regia di Woody Allen (2017)
- Tick, Tick... Boom!, regia di Lin-Manuel Miranda (2021)

### Televisione
- Monsters – serie TV, episodio 2x15 (1990)
- American Playhouse – serie TV, episodio 10x01 (1991)
- Destino fatale (Earthly Possessions), regia di James Lapine – film TV (1999)
- Rescue Me – serie TV, episodio 4x10 (2007)
- Inside Amy Schumer – sketch comedy (2013)
- Law & Order - Unità vittime speciali (Law & Order: Special Victims Unit) – serie TV, episodio 15x08 (2013)
- The Normal Heart, regia di Ryan Murphy – film TV (2014)
- The Good Wife – serie TV, episodio 6x03 (2014)
- Jessica Jones – serie TV, 4 episodi (2015)
- The OA – serie TV, episodio 1x01 (2016)
- The Deuce - La via del porno (The Deuce) – serie TV, episodio 2x05 (2018)
- Orange Is the New Black – serie TV, episodi 7x04 e 7x09 (2019)
- Blue Bloods – serie TV, episodio 10x10 (2019)
- Daily Alaskan – serie TV, episodio 1x02 (2023)

## Doppiatrici italiane
Nelle versioni in italiano dei suoi film, Danielle Ferland è stata doppiata da:
- Paola Del Bosco in Daily Alaskan